# Impasse de la Santé
L'impasse de la Santé est une voie située dans le quartier Croulebarbe du 13e arrondissement de Paris, en France.

## Situation et accès
L'impasse de la Santé est une voie publique du nord-ouest du 13e arrondissement de Paris, dans le quartier de Croulebarbe. Il s'agit d'une voie rectiligne de 112 m de long et 3 m de large, orientée ouest-est. Elle débute à l'ouest au 19, rue de la Santé et se termine en impasse à l'est. Le square de Port-Royal lui est parallèle et de mêmes dimensions, à juste une parcelle de terrain au nord.
La voie longe le bord nord de la congrégation des Augustines du Saint-Cœur-de-Marie et l'arrière des immeubles du square de Port-Royal. À l'est, l'impasse débouche sur l'arrière d'un ensemble immobilier. À l'ouest, de l'autre côté de la rue de la Santé, l'impasse donne sur l'hôpital Cochin. Hormis sur ses premiers mètres, qui permettent de desservir une entrée de la congrégation religieuse, l'impasse de la Santé est une voie carrossable non goudronnée, un chemin envahi par la végétation.
La station de transport en commun la plus proche est celle de Port-Royal (RER B) à 550 m au nord-ouest. La station Saint-Jacques (ligne 6) est à 850 m au sud-ouest et celle de Glacière (ligne 6) à 750 m au sud-est.

## Origine du nom
Elle doit son nom à la maison de santé ou hôpital Sainte-Anne, fondé par Anne d'Autriche.

## Historique
La zone sur laquelle s'élève actuellement l'impasse de la Santé correspond, avant son lotissement, à un terrain maraîcher nommé le « clos » ou « pré de l'Avocat » qui, au XIVe siècle, est une dépendance de l'Hôtel-Dieu. Ce pré correspond approximativement à une zone comprise entre les actuelles rue de la Santé à l'ouest, rue de la Glacière à l'est, boulevard de Port-Royal au nord et boulevard Arago au sud.
En 1728, sur le plan de Delagrive (1728), le pré de l'Avocat est encore décrit comme une surface maraîchère non bâtie. En revanche, sur le plan de Roussel de 1730, le nord et le sud du pré sont lotis et murés, réduisant ainsi sa surface. L'impasse de la Santé correspond alors au mur nord du pré de l'Avocat, et s'étend de la rue de la Santé à l'Ouest jusqu'à la rue de Lourcine à l'est. Cette situation persiste jusqu'au XIXe siècle.
La partie nord de la rue de la Glacière est ouverte en plusieurs tronçons au milieu du XIXe siècle ; l'impasse de la Santé est alors limitée à l'est par cette nouvelle voie. Elle s'appelle « impasse Lavocat », puis « ruelle » ou « cul-de-sac de la Santé », en raison de la proximité de la rue sur laquelle elle débouche. Sur le cadastre de 1877, elle porte le nom d'« impasse de la Santé » et est nettement plus longue qu'actuellement : elle s'étend le long du convent des Capucins (comme sa partie actuelle), puis oblique vers le nord avant de s'orienter à nouveau vers l'est et d'atteindre la rue de la Glacière entre les nos 14 et 16.
La portion perpendiculaire de la voie est supprimée en 1966,, réduisant l'impasse à sa longueur actuelle.